# Riethgraben (Wipper)
Der Riethgraben ist ein kurzer rechter Zufluss der Wipper zwischen Nohra und Wollersleben auf dem Gebiet der Stadt- und Landgemeinde  Bleicherode im Landkreis Nordhausen in Thüringen (Deutschland).

## Verlauf
Der Riethgraben entspringt am nördlichen Rand des dörflichen Weichbildes von Nohra selbst und fließt von hier an nach Osten, fast durchweg entlang von Feldwegen. Er ist begradigt, abschnittsweise von einer Staudengalerie begleitet, jedoch meist frei von Gehölzbewuchs. Gegenüber dem Südrand von Wollersleben mündet er neben der L 2080 nach 1,3 km Lauf von rechts in die Wipper.

### Flora und Fauna
Verschiedene Fischarten wandern aus der Wipper gelegentlich bachaufwärts in den Riethgraben, darunter jedoch keine größeren, weil das Wasser im Graben nur niedrig steht. Wasserlinsen bedecken strömungarme Abschnitte des kleinen Fließgewässers, dessen mittleres Sohlgefälle unter 3 ‰ liegt.